# Sabiha Sertel
Sabiha Sertel też jako Sabiha Zekeriya (ur. 1895 w Salonikach, zm. 2 września 1968 w Baku) – turecka dziennikarka, pisarka i tłumaczka, pochodzenia żydowskiego, pierwsza kobieta-dziennikarka w historii Turcji.

## Życiorys

### Młodość
Urodziła się w rodzinie należącej do dönmeh (konwertytów z judaizmu na islam), była najmłodszym z sześciorga dzieci urzędnika Nazmiego i jego żony Atiye. W latach 1902–1911 uczęszczała do szkoły średniej (Terakki Mektebi) w Salonikach. W 1911, jako nastolatka, publikowała swoje pierwsze teksty w czasopismach Genc Kalemler i Yeni Felsefe, podejmując w nich kwestie praw kobiet i wpływu szariatu na życie codzienne. W okresie wojen bałkańskich, tj. pomiędzy 1912 a 1913, przeniosła się wraz z rodziną do Stambułu. W 1915 poślubiła dziennikarza Mehmeta Zekeriyę Sertela, a w 1917 urodziła córkę Sevim.

### Początki kariery dziennikarskiej
Od marca 1919 małżeństwo Sertel wydawało czasopismo Büyük Mecmua (dosł. Wielki Przegląd), promujące modernizację społeczeństwa tureckiego. Tym samym stała się pierwszą kobietą wykonując zawód dziennikarki w Turcji.
Sabina Sertel publikowała w piśmie artykuły koncentrujące się na kwestii praw kobiet. W tym samym roku Zekeriya Sertel został aresztowany za krytykę w czasopiśmie okupacji Turcji przez państwa zachodnie. W czasie pobytu męża w więzieniu, Sabiha kierowała pismem, ale po uwolnieniu Zekeriyi z więzienia, Büyük Mecmua zostało wkrótce zamknięte. Dzięki stypendium Sabiha wraz z mężem i córką mogła wyjechać do USA, gdzie studiowała socjologię na Columbia University, a także zbierała fundusze na wsparcie sierot wojennych w Turcji. W czasie pobytu w USA, w 1922 urodziła drugą córkę, Yıldız.

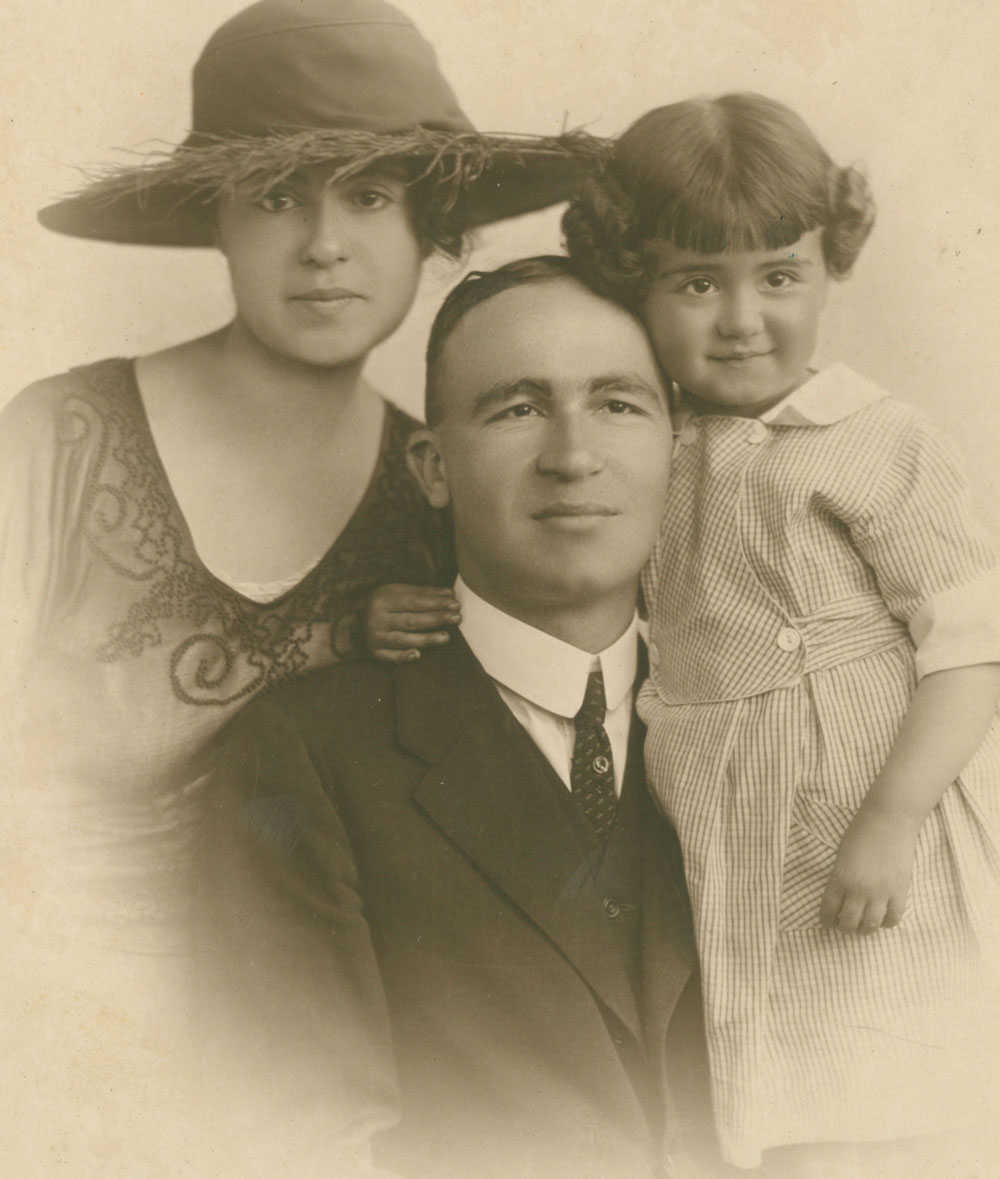
Sabiga Sertel z mężem i z córką w czasie pobytu w USA

### W kemalistowskiej Turcji
Sabiha wraz z rodziną powróciła do Turcji w 1923, po zakończeniu wojny z Grecją i osiedliła się w Ankarze, nowej stolicy państwa. Jej mąż podjął pracę w Dyrekcji Prasy i Informacji, ale po rezygnacji ze stanowiska, rodzina Sertel przeniosła się do Stambułu. W lutym 1924 Sabiha opublikowała pierwszy artykuł w czasopiśmie Resimli Ay (dosł. Ilustrowany Księżyc), ilustrowanym magazynie, przeznaczonym dla elity intelektualnej Stambułu. Czasopismo promowało pisarzy z kręgu tureckiej awangardy, a także propagowało nowe idee polityczne, w tym także socjalizm. Sabiha Sertel, pod pseudonimem Cici Anne (Słodka matka) pisała do wpływowego Cumhuriyet, doradzając rodzinom tureckim w zakresie pomocy społecznej. Po aresztowaniu męża, przejęła kierownictwo nad pismem Resimli Ay, pisywała także do ilustrowanego magazynu Resimli Perşembe. W swoich tekstach występowała w obronie kobiet, zmuszanych do prostytucji.
W 1929 Sabiha stanęła przed sądem oskarżona o zniesławienie po napisaniu artykułu Savulun Geliyorum. Stała się jednocześnie pierwszą dziennikarką ściganą za przestępstwo prasowe w Turcji. W 1931 czasopismo Resimli Ay zostało zamknięte. Zekeriya Sertel został w tym czasie współwłaścicielem dziennika Tan (dosł. Świt) i oficyny wydawniczej. Czasopismo prezentowało jednoznaczny sprzeciw wobec faszyzmu, przestrzegając władze tureckie przed współpracą z hitlerowskimi Niemcami. Sabiha oprócz pisania artykułów do Tanu, zajmowała się działalnością translatorską. Tłumaczyła Lenina, Karla Kautsky’ego, a także Augusta Bebla. W 1936 opublikowała powieść Çitra Roy ile Babası, przedstawiającą losy młodej kobiety socjalistki żyjącej w Indiach pod władzą brytyjską. 4 grudnia 1945, w atmosferze narastania w Turcji tendencji nacjonalistycznych, grupa młodych ludzi zniszczył redakcję czasopisma Tan. Żaden z napastników nie poniósł konsekwencji swojego czynu, a małżeństwo Sertel zostało aresztowane przez policję pod zarzutem propagowania ideologii komunistycznej. Po trzymiesięcznym pobycie w więzieniu Sabiha i Zekeriye Sertel zostali uwolnieni, ale w 1950 w trosce o swoją przyszłość zdecydowali się wyjechać z kraju.

### Na wygnaniu
Po wyjeździe z kraju rodzina Sertel mieszkała w Paryżu, Budapeszcie, Lipsku, Moskwie, aby ostatecznie osiąść w Baku. Sabiha współpracowała na emigracji z Turecką Partią Komunistyczną, występując w radiu i pisząc wspomnienia. Autobiografia Sabihy obejmowała lata 1915–1950, skupiając się na jej działalności dziennikarskiej i wydawniczej. Książka została jednak wydana po śmierci autorki.
Sabiha Sertel zmarła 2 września 1968 w Baku w wyniku choroby nowotworowej płuc. Jej mąż w 1977 powrócił do Turcji.

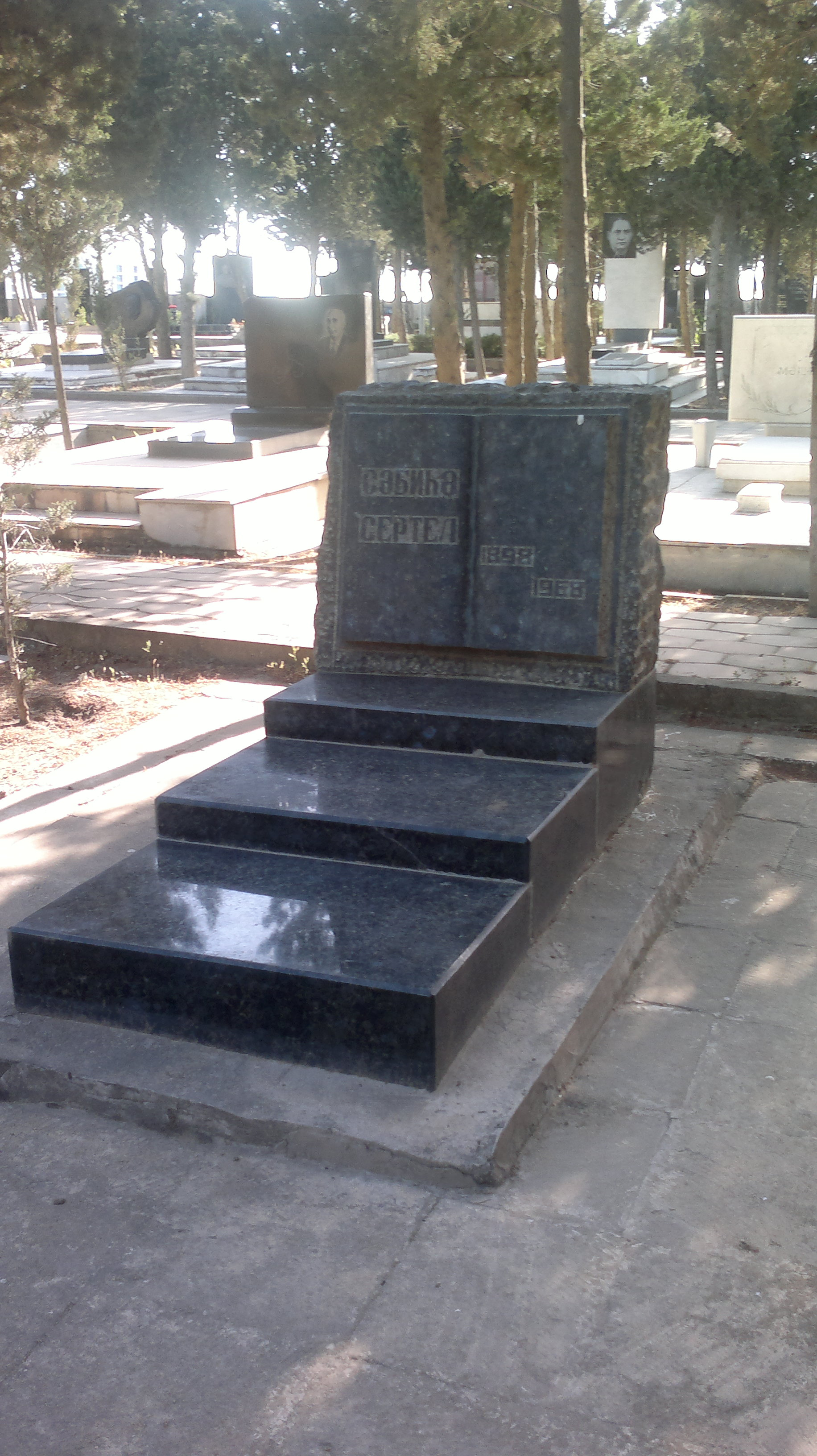
Grób Sabiny Sertel w Baku

## Twórczość literacka
- 1927–1928: Çocuk Ansiklopedisi (encyklopedia dla dzieci)[1]
- 1936: Çitra Roy ile Babası[2]
- 1939: İleri ve Geri Kavgasında Tevfik Fikret[7]
- 1940: Tevfik Fikret-Mehmet Akif Kavgası[2]
- 1946: Tevfik Fikret: İdeolojisi ve Felsefesi[2]
- 1969: Roman Gibi (wspomnienia)[7]